# Fena: Pirate Princess
Fena: Pirate Princess (海賊王女 Kaizoku Ōjo?) es una serie de anime original creada por Production I.G y el director y animador Kazuto Nakazawa. El anime es una coproducción entre Crunchyroll y Adult Swim. Se transmitirá con doblaje al inglés en el bloque de programación Toonami de Adult Swim y se transmitirá en Crunchyroll en el verano de 2021. La serie estaba programada para un estreno mundial el 15 de agosto de 2021 en ambas plataformas antes de su transmisión en Japón en octubre de 2021.

## Personajes

### Protagonistas
Fena Houtman (フェナ・ハウトマン Fena Hautoman?)
 Seiyū: Asami Seto
Es una niña de piel pálida con cabello blanco que fue dejada a la deriva por un Yukimaru más joven el día en que el barco de su padre fue atacado por piratas, siendo su padre asesinado, diez años atrás. Llegó a la isla de Shangri-La, donde algunas personas la acogieron. Por su piel blanca y cabello blanco fue apodada la "White Marginal". Es una chica positiva y alegre a pesar de su traumático pasado. Años más tarde, Fena iba a ser vendida para casarse con un soldado británico malhumorado y abusivo llamado Maxiver Jr. hasta que Salman y Otto la rescatan. Después de ser llevada a la isla Goblin, Fena recibe piedra pequeña y transparente que pertenecía a su padre. Después de hacer un recorrido por la isla y conocer a los guerreros que la habitan, Fena se corta el cabello y planea emprender una misión para descubrir el misterio de la piedra y el significado detrás de las últimas palabras de su padre, "Edén". Es ayudada en su búsqueda por los Samurai Seven.

#### Samurai Seven
Los Samurai Seven (サムライセブン Samuraisebun?) son un grupo de samuráis de élite que residen en la isla Goblin y leal tripulación pirata de Fena. Son los descendientes de los caballeros de Goblin que diezmaron a 3.000 soldados españoles en la Batalla de Dunkerque y eran "temidos como la encarnación del propio Lucifer".
Yukimaru (雪丸?)
 Seiyū: Ryōta Suzuki
Un introvertido samurái enmascarado y el líder de los Samurai Seven, que ayuda a rescatar a Fena y trabaja para mantenerla a salvo. Hace diez años, cuando Yukimaru era un niño, ayudó a evacuar a Fena durante el ataque de los piratas. Más tarde fue rescatado por Kei, quien lo entrenó para ser un samurái. Es extremadamente protector con Fena.
Shitan (紫檀?)
 Seiyū: Takahiro Sakurai
Este apuesto guerrero de élite puede matar con su arco y sus flechas, o con su mirada. Aunque en apariencia parece distante, valora mucho a sus amigos.
Karin (花梨?)
 Seiyū: Aoi Yuki
Criada por una familia de herreros, Karin es una fanática de la tecnología, como su rifle, que utiliza con gran eficacia en la batalla.
Enju (槐?)
 Seiyū: Gen Satō
El gemelo mayor de Kaede. Ambos usan una lanza y un wakizashi en la batalla, los dos son amigables y traviesos, pero Enju siente que es más confiable que su hermano menor.
Kaede (楓?)
 Seiyū: Ryota Osaka
El gemelo más joven de Enju. Ambos usan una lanza y un wakizashi en la batalla, los dos son amigables y traviesos, pero Kaede siente que es más varonil que su hermano mayor.
Tsubaki (椿?)
 Seiyū: Jun Osuka
Es el miembro más veterano y maduro del grupo, y gestiona los ánimos de todos. También es el cocinero, pero cuando lucha, utiliza una espada ninja corta.
Makaba (真樺?)
 Seiyū: Shintaro Tanaka
Esta enorme chico prefiere luchar cuerpo a cuerpo con sus nudillos bien protegidos con metal. Cuando no está luchando, es bondadoso y muy educado.

### Antagonistas

#### Marina Real Británica
La Marina Real Británica es una rama militar del Imperio Británico y es una de las facciones detrás de Fena. Entre sus miembros conocidos se encuentran:
Abel Bluefield (アベル・ブルーフィールド Aberu Burūfīrudo?)
 Seiyū: Toshiyuki Morikawa
Un oficial de alto rango de la Marina Real Británica que persigue a Fena por sus propios motivos y la busca en su barco llamado Blue Giant. Uno de ellos es que conocía a la difunta madre de Fena, Helena Armoises, y lo que su familia puede hacer. Se alía con Rumble Rose para encontrar a Fena. Se demuestra que Abel es un buen tirador como se ve cuando le disparó a Yukimaru con su arma de tres cañones.
Cody (コーディ Kōdi?)
 Seiyū: Yukine Yaehata
Segundo al mando de Abel. Originalmente era un esclavo en Shangri-La antes de ser rescatado por Abel. Desde entonces, Cody ha sido leal a Abel.

#### Rumble Rose
La Rumble Rose (を率いる女船長 Ranbururōzu?) es una banda de piratas liderada por O'Malley que son parcialmente responsables del ataque al barco hace diez años que llevó a la muerte del padre de Fena. También se aliaron con Abel para obtener en parte a Fena para él y en parte para obtener las coordenadas de El Dorado. Cada una de sus miembros femeninas de alto rango tiene nombres similares a las famosas piratas de la historia. En el episodio 7, gran parte de la tripulación y su barco fueron diezmados por un súper cañón llamado "Cañón de Wellington". Mientras que algunos de los miembros de la tripulación no identificados fueron encontrados flotando muertos en la superficie del océano por Yukimaru, al menos tres de los miembros conocidos sobrevivieron a la explosión.
Grace O'Malley (グレース・オマリー Gurēsu Omarī?)
 Seiyū: Rika Fukami
La capitana del Rumble Rose, es una misteriosa mujer pelirroja con un parche en el ojo que fue responsable del ataque al barco hace diez años que provocó la muerte del padre de Fena. Tenía sentimientos por su aliado Abel, teniendo relaciones sexuales con él, pero no le devolvió esos sentimientos debido a que él está enamorado de Helena, y está obsesionada con su hija Fena, para su consternación y celos.
Ching Shih (チン・シー Chin Shī?)
 Seiyū: Ai Kineta
Una miembro de alto rango del Rumble Rose, es una persona tranquila y también es el brazo derecho de O'Malley. Es buena en los ataques físicos y tiene una gran herida de espada en el ojo izquierdo.
Charlotte Barry (シャーロット・バリー Shārotto Barī?)
 Seiyū: Marina Yabūchi
Una miembro de alto rango del Rumble Rose, con un estoque y siendo usuaria de espada, tiene una personalidad oscura, al contrario de su linda apariencia. O'Malley la adora más de entre todos marineros.
Mary Read (メアリ・リード Meari Rīdo?)
 Seiyū: Ayaka Nanase
Una miembro de alto rango del Rumble Rose, es la más alegre y alborotadora de la tripulación, tiene un buen físico y una personalidad brillante y optimista, pero su temperamento se vuelve áspero durante la batalla.
Hannah Snell (ハンナ・スネル Han'na Suneru?)
 Seiyū: Hiyori Kono
Una miembro de alto rango del Rumble Rose con un parche en el ojo izquierdo. Ella es una experta mariscal como se ve cuando empuña un rifle de cuatro cañones que usa para detener a Yukimura en medio del salto.
Annie Bonnie (アン・ボニー An bonī?)
 Seiyū: Saiko Moriya
Una miembro de alto rango del Rumble Rose, tiene un cuerpo musculoso y una gran fuerza. Su estilo de lucha es belicoso, pero es confiable en la tripulación. Ella empuña un martillo de guerra.
Alvida (アルビダ Arubida?)
 Seiyū: Mari Hino
Una miembro de alto rango del Rumble Rose, es muy delgada y tiene una atmósfera misteriosa. También es buena para burlarse de los oponentes cobardes.
Artemisia (ヨモギ Yomogi?)
 Seiyū: Kaoru Marimura
Una miembro de alto rango del Rumble Rose, tiene una apariencia digna y ordenada, pero su orgullo es alto y es cruel, lucha ferózmente con una daga.

### Personajes secundarios
Salman (サルマン Saruman?)
 Seiyū: Manabu Muraji
Un ahora anciano que en su momento fue un caballero conocido como "Salman la embestida" por ser tan letal con la lanza. Conoce a Fena desde que era una niña, ya que sirvió a la familia Houtman durante algún tiempo.
Otto (オットー Ottō?)
 Seiyū: Hiroaki Hirata
Otro antiguo caballero que sirvió a la familia Houtman y que poseía un apodo intimidante en sus días de juventud: "Otto el Relámpago", por su gran velocidad con la espada.
Yukihisa Sanada (真田雪橋 Sanada Yuki-bashi?)
 Seiyū: Hōchū Ōtsuka
El líder de una comunidad en la isla Goblin, es el que le proporciona los Samurai Seven a Fena para ayudarla en su búsqueda e incluso le dio a Fena una piedra que su padre quería que tuviera.
Kei (ケイ Kei?)
 Seiyū: Kōji Yusa
El hermano mayor de Shitan, fue el responsable de rescatar a Yukimaru y entrenarlo, lo que lo convirtió en la figura de un hermano para él.

### Otros personajes
Franz (フランツ Furantsu?)
 Seiyū: Kazuhiro Nakaya
Un noble holandés que es el jefe de la familia Houtman, la cual que tiene vínculos con Eden. Fingió ser mayordomo del rey de Inglaterra para ayudar a Helena a cumplir su tarea: seducir al rey para que hiciera la nueva la plucelle. Después de que Franz se fugó con Helena, crio a Fena como su padre adoptivo. Fue asesinado durante una redada del Rumble Rose y el ejército británico. Antes de morir y ayudar a una Fena más joven a escapar en un bote salvavidas, Franz citó a Fena para encontrar "Eden".
Angie (アンジー Anjī?)
 Seiyū: Saori Takamiya
Una prostituta en Shangri-La y una compañera de trabajo y amiga de Fena que intentó ayudarla a escapar de un matrimonio concertado. Fena le ha mostrado varias veces sus planes de escape a lo largo de los años.
Helena (ヘレナ Herena?)
 Seiyū: Maaya Sakamoto
Una noble francesa que es la ex doncella y descendiente de Juana de Arco y la madre de Fena Houtman. Es la vieja amiga de la infancia y amante de Abel Bluefield. Tenía ojos azules y cabello rubio platino hasta los tobillos. Ella vino a Inglaterra con la misión de seducir al rey de Inglaterra y producir la nueva la plucelle. Junto con Franz, quien se hizo pasar por el mayordomo del rey para ayudar a Helena en su tarea, se escapó a un país más seguro. Después de un tiempo regresó y la encontraron, el rey la encerró en la prisión, donde vestía un vestido de prisión y se había cortado el cabello. Antes de su muerte, Helena le dice a Abel que se volverán a encontrar en "Eden". Fue condenada a ser quemada en la hoguera probablemente porque fue declarada culpable de traición o brujería. Helena aparece en el Edén y ayuda a Abel a pasar al más allá y desaparece después de tranquilizar a su hija de que lo que viene después depende de ella y está segura de que a Fena le irá bien.

## Producción
El anime se anunció el 26 de julio de 2020 durante un evento en línea de Adult Swim y se transmitió simultáneamente durante una pausa comercial al aire en su bloque de programación Toonami. La serie está dirigida por Kazuto Nakazawa. Asako Kuboyama está escribiendo los guiones de la serie, mientras que Yuki Kajiura está componiendo la música. El tema de apertura es "Umi to Shinju" (海と真珠?) interpretado por JUNNA mientras que el tema de cierre es "Saihate" (サイハテ?) interpretado por Minori Suzuki. Se transmitió en el bloque de programación Toonami de Adult Swim con doblaje en inglés y se transmitió en Crunchyroll el 15 de agosto de 2021, y los dos primeros episodios se estrenaron consecutivamente. En Japón, la serie comenzó a transmitirse el 3 de octubre de 2021 en Tokyo MX, MBS, BS Asahi y AT-X.